# Akritogyra
Akritogyra là một chi ốc biển, là động vật thân mềm chân bụng sống ở biển trong họ Turbinidae.

## Các loài
Các loài trong chi Akritogyra gồm có:
- Akritogyra conspicua (Monterosato, 1880)[2]
- Akritogyra curvilineata Warén, 1992[3]
- Akritogyra helicella Warén, 1993[4]
- Akritogyra similis (Jeffreys, 1883)[5]